# Het Aruba-dossier
Het Aruba-dossier is het tweehonderdvierentwintigste stripverhaal uit de reeks van Suske en Wiske. Het scenario werd deze keer weer gemaakt door Paul Geerts en Marc Verhaegen samen, de tekeningen zijn van Verhaegen alleen. 
Het verhaal is gepubliceerd in De Standaard en Het Nieuwsblad van 21 december 1993 tot en met 13 april 1994. De eerste albumuitgave in de Vierkleurenreeks was in september 1994, met nummer 241.

## Personages
- Suske, Wiske, tante Sidonia, Lambik, Jerom, professor Barabas, omstanders van auto-ongeluk, politieagent, verpleegsters, Krabbe en Koker (vertegenwoordigers van een kartel megaholdings), inzamelaar voor liefdadigheid Oost-Europa, Kick Vorser (onderzoeker naar aardlagen van de Nederlandse Antillen), vrachtwagenchauffeur, luchthavenpolitie, dokter B. Acterie, Pieter Piloot (gezagvoerder), raad van bestuur van het kartel en bewakers

## Uitvindingen
- De terranef en speciale duikpakken

## Locaties
- België, de Nederlandse Antillen, ABC-eilanden, Aruba met internationale luchthaven Koningin Beatrix International Airport en Oranjestad, Schiphol, verlaten industrieterrein, onderaardse basis en het huis van Kick Vorser

## Het verhaal
Professor Barabas komt met de auto terug van een vergadering met andere geleerden, als hij in botsing komt met een andere auto. In het ziekenhuis ontdekt de professor dat zijn bezittingen zijn verwisseld met die van de bestuurder van deze andere auto. In de aktetas vindt hij veel geld en een geheim dossier over Aruba, de professor heeft net een studie gemaakt over de ABC-eilanden en nieuwsgierig leest hij de documenten. De professor schrikt enorm van de inhoud en hij belt zijn vrienden. 
Lambik gaat samen met Jerom naar het ziekenhuis en ze kunnen voorkomen dat professor Barabas wordt neergeschoten door de boeven. De vrienden nemen professor Barabas mee naar het huis van tante Sidonia, maar daar komen de boeven ook. Jerom kan ze opnieuw verslaan en professor Barabas vertelt dat er tussen de aardlagen onder de zeebodem van Aruba viconium, een soort petroleum, zit. Een vriend van professor Barabas, Kick Vorser, heeft ontdekt dat er een meststof uit viconium gemaakt kan worden waarmee planten tot viermaal sneller groeien. Helaas ontdekte professor Barabas dat alles kankerverwekkend wordt na het gebruik van deze meststof, maar toch wil men de stof gaan exploiteren. Professor Barabas heeft al tijden niks meer van zijn vriend gehoord. De vrienden besluiten met de terranef onderzoek te doen en de vrienden gaan met hulp van KLM Cargo naar Aruba. Tante Sidonia blijft thuis en de vrienden vertrekken richting Schiphol, maar de vrienden ontdekken dat ze worden gevolgd. Jerom kan de boeven afschudden en de vrienden bereiken de luchthaven ongeschonden.
Krabbe en Koker stelen de terranef, maar Jerom kan hen opnieuw tegenhouden en de boeven worden door de luchthavenpolitie ingerekend. Ze kunnen echter ontsnappen en ontvoeren professor Barabas op de luchthaven. Ze geven de professor een injectie waardoor hij verlamd raakt. De professor wordt even later gevonden en de vrienden worden uitgenodigd in het ziekenhuis op Schiphol, waar de professor wordt verzorgd. De vrienden besluiten toch naar Aruba af te reizen met het vrachtvliegtuig, maar merken al snel dat ze worden gevolgd door een jachtvliegtuig. Jerom gaat met een minijet op weg naar het jachtvliegtuig en dwingt de boeven de schietstoelen te gebruiken. 
De vrienden bereiken de luchthaven op Aruba en Lambik gaat op zoek naar het huis van de vriend van professor Barabas en komt in een carnavalsoptocht terecht. In het huis van Kick Vorser ziet Lambik dat alles overhoop is gehaald en hij kan nog net aan Krabbe en Koker ontkomen. De boeven doen zich voor als inspecteurs van Interpol en sturen de politie achter Lambik aan. Lambik wordt gevangengenomen, maar al snel weer vrijgelaten als de politie inziet dat hij niet wordt gezocht door Interpol. De vrienden vermommen zich en gaan op in de carnavalsstoet, maar worden toevallig gezien door Krabbe en Koker. Jerom kan de boeven opnieuw verslaan en de vrienden gaan met de terranef naar de zeebodem. De vrienden ontdekken mechanische vissen en Jerom gaat in een speciaal duikpak op onderzoek, maar dan wordt de terranef opgemerkt en door een magnetisch veld naar de zeebodem getrokken.
Jerom ziet dat de vissen camera’s zijn en hij verslaat een groot mechanisch monster, dan ontdekt hij dat de terranef verdwenen is en kan nog net door een sluitend luik naar binnen zwemmen. Suske, Wiske en Lambik komen met de terranef in een ondergrondse ruimte terecht en ze worden gevangengenomen. De vrienden ontdekken dat Kick Vorser de leider van het kartel is en de man geeft een rondleiding in de ondergrondse basis, daarna worden ze in een cel opgesloten. Ze krijgen een mysterieus briefje van “een vriend” en dan kan Jerom zijn vrienden bevrijden, waarna ze de basis proberen te saboteren. Suske, Wiske en Lambik worden opnieuw gevangengenomen, maar Kick Vorser voorkomt dat ze worden neergeschoten. 
Jerom verslaat de raad van bestuur van het kartel en ook de bewakers worden overmeesterd. Kick Vorser vertelt dat hij tijdens zijn onderzoek toevallig de werkzaamheden van het kartel ontdekte en stiekem infiltreerde, hij kon echter niet meer uit het kartel ontsnappen. Kick Vorser wil de basis gebruiken voor zijn onderzoek nadat de meststof is vernietigd, de vrienden vertrekken met de boeven in de terranef naar het vasteland. De vrienden nemen afscheid van Kick Vorser. Ze horen dat professor Barabas weer is hersteld, en ze reizen met de KLM terug naar huis.